# Patrik Juhlin
Clas Patrik Juhlin (* 24. April 1970 in Huddinge) ist ein ehemaliger schwedischer Eishockeyspieler. Juhlin absolvierte in seiner Karriere 80 Länderspiele für Schweden. Mit der Nationalmannschaft erreichte der Stürmer seinen Höhepunkt 1994: Er wurde mit Schweden Olympiasieger und steuerte in acht Spielen sieben Tore zum Titelgewinn bei.

## Karriere
Patrik Juhlin begann seine Karriere 1987/88 beim Västerås IK. Beim NHL Entry Draft 1989 wurde er von den Philadelphia Flyers in der zweiten Runde als 34. ausgewählt, spielte jedoch vorläufig – abgesehen von einem kurzen Gastspiel bei Västra Frölunda (42 Scorerpunkte in 30 Spielen) – weiterhin für Västerås. 1994/95 wechselte er in die National Hockey League (NHL) und absolvierte für Philadelphia 56 Partien (13 Scorerpunkte). Weil Juhlin anschließend nur noch im Farmteam zum Einsatz kam, wechselte er 1997/98 zu Jokerit Helsinki. Für die Finnen gelangen Juhlin in 113 Spielen 69 Scorerpunkte. Vor der Saison 1999/2000 wechselte Patrik Juhlin in die Schweiz zum SC Bern. In seinem ersten Spiel gelangen dem Schweden gegen die Rapperswil-Jona Lakers gleich vier Tore. Insgesamt bestritt Juhlin für den SC Bern 176 Spiele, wobei ihm 172 Scorerpunkte gelangen. Aufgrund von Verletzungen kam Juhlin von 2003 bis 2005 nur noch selten zu Einsätzen. 2004 verließ Patrik Juhlin den SC Bern in Richtung Schweden, wo er für seinen Stammklub Västerås IK spielte. Im April 2009 beendete er seine Karriere.

## Erfolge und Auszeichnungen
| - 1994 All-Star-Team der Elitserien - 1997 AHL All-Star Classic - 1997 AHL First All-Star Team | - 2002 Bester Torschütze der Nationalliga A - 2004 Schweizer Meister mit dem SC Bern |

### International
| - 1993 Silbermedaille bei der Weltmeisterschaft - 1994 Goldmedaille bei den Olympischen Winterspielen - 1994 All-Star-Team der Olympischen Winterspiele | - 1994 Bronzemedaille bei der Weltmeisterschaft - 1996 Bronzemedaille bei der Weltmeisterschaft |